# 天津市崇化中学

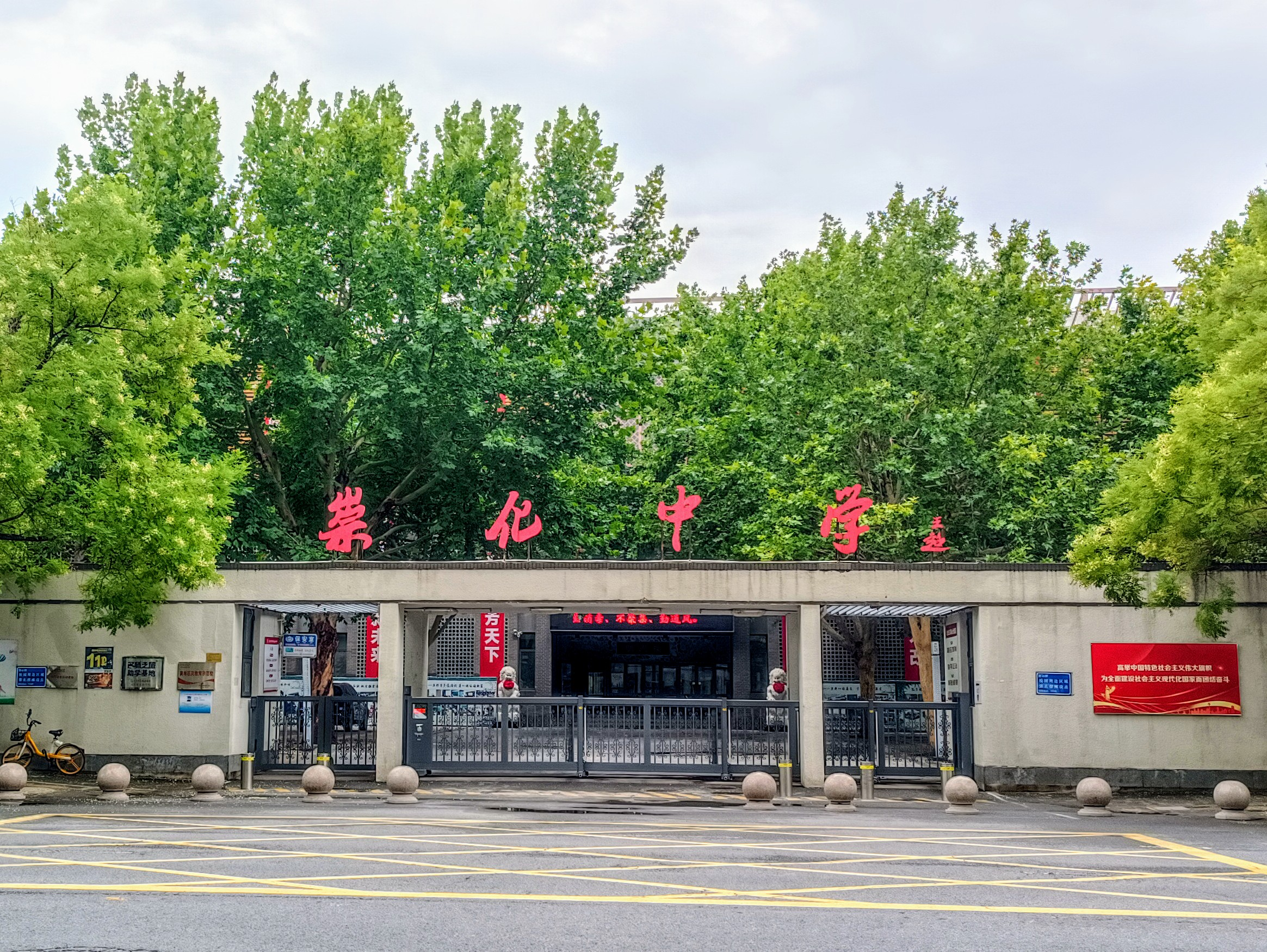
天津市崇化中学高中部校区

天津市崇化中学，曾名天津市第三十一中学，前身是1927年由南开校父严修倡议成立一个教授国学的崇化学会，1947年正式定名为崇化中学，1952年更名为天津市第三十一中学。2006年，复校名为天津市崇化中学。